# Oleksandr Skitjko
Oleksandr Oleksandrovytj Skitjko, född 28 april 1991 i Tjerkasy, är en ukrainsk komiker, skådespelare och programledare. Han ledde Eurovision Song Contest 2017 i Ukraina tillsammans med Volodymyr Ostaptjuk och Timur Mirosjnytjenko.